# Autoorchester
Das erste Autoorchester der Welt ist die Erfindung des zypriotischen Komponisten Marios Joannou Elia. Die Uraufführung fand auf dem Friedrichsplatz Mannheim im September 2011 statt.

## Besetzung
Das Autoorchester besteht aus 80 Automobilen, die von 120 Perkussionisten wie Instrumente bespielt werden. Das Autoorchester ist einer der Klangkörper der Elias Open-Air Multimediasinfonie „autosymphonic“ – neben einem Sinfonieorchester, zwei Chören, einem Popband Vokalensemble, einem Percussion-Ensemble und der Live-Elektronik.

## Hintergründe
Über sein Ziel, das Autoorchester zu schaffen, sprach Elia in einem Interview in Welt am Sonntag (2008): „Mein Traum ist ein ganzes Sinfonieorchester aus Autos.“ Seit 2003 setzt er verschiedene Fahrzeuge als Instrumente in seiner Musik ein (siehe „Der Fahrzeuge-Zyklus“).

## Autocasting und Entstehung
Über 120 Fahrzeuge hat Marios Joannou Elia innerhalb von zehn Monaten in ganz Deutschland „gecastet“. Im Anschluss an jedes Casting bewertete er die Klänge und klassifizierte sie nach ihren Eigenschaften. Mit besonders dafür entwickelter Software ermittelte er die Tonhöhe und den Tonumfang, um die Klänge mit Instrumenten und Stimmen kombinieren zu können. Insgesamt 800 verschiedene Autoklänge hat der Komponist in sein Werk „autosymphonic“ eingebunden.

## Die 'Spieler' des Autoorchesters
Das „Spielen“ der Autos übernahmen 120 Mannheimer Jugendliche der Klassenstufen 7 bis 13. Sie wurden in sechs Castings an Mannheimer Schulen ausgewählt und in Percussion-Workshops, die von der Popakademie Baden-Württemberg durchgeführt wurden ein Jahr lang auf ihren Auftritt vorbereitet.

## Mitwirkende Fahrzeuge
Die Auswahl der Fahrzeugarten war breit angelegt: LKWs, Busse, Oldtimer, moderne Limousinen, Supersportwagen, Traktoren, NASCAR-Rennwagen.
| No | Automodell                      | Baujahr |
| -- | ------------------------------- | ------- |
| 01 | Benz Patent-Motorwagen Nummer 1 | 1886    |
| 02 | Mercedes-Benz Axor              | 2011    |
| 03 | Ferrari 458 Italia              | 2010    |
| 04 | E-Mobil Mia                     | 2011    |
| 05 | Lanz Ackerluft-Bulldog          | 1936    |
| 06 | Aero 662 – R18a                 | 1934    |
| 07 | Mercedes-Benz LO 3500           | 1936    |
| 08 | Chevrolet Corvette C4           | 1989    |
| 09 | Mercedes-Benz 200 D             | 1966    |
| 10 | Maserati GranCabrio             | 2010    |
| 11 | Citroën DS 19                   | 1967    |
| 12 | NASCAR – Chevrolet Monte Carlo  |         |
| 13 | Lotus Elise                     | 1998    |
| 14 | Unimog 405                      | 2010    |
| 15 | Fiat Abarth 695 SS              | 1969    |
| 16 | VW Käfer                        | 1958    |
| 17 | Mercedes-Benz Atego             | 2010    |
| 18 | Goggomobil TS 250               | 1964    |
| 19 | Ferrari California              | 2010    |
| 20 | Mercedes-Benz Lo 2000           | 1935    |
| 21 | Audi R8 Spyder                  | 2011    |
| 22 | Pontiac Bonneville Brougham     | 1977    |
| 23 | Mercedes-Benz SLS AMG           | 2011    |
| 24 | John Deere 8245R                | 2010    |
| 25 | Porsche 997 Sport Classic       | 2010    |
| 26 | Mercedes-Benz 230 SL Cabrio     | 1967    |
| 27 | Trabant 601                     | 1984    |
| 28 | Mercedes-Benz O 6600 H          | 1953    |

| No | Automodell                       | Baujahr |
| -- | -------------------------------- | ------- |
| 29 | VW Multivan T5 – Pan Americana   | 2010    |
| 30 | Adler Trumpf                     | 1934    |
| 31 | Rolls-Royce Silvercloud III      | 1965    |
| 32 | Porsche 911 GT3 RS               | 2008    |
| 33 | Wiesmann MF3                     | 2000    |
| 34 | Ferrari GTB 599 Fiorano          | 2007    |
| 35 | Dodge Ram “Rumble Bee”           | 2004    |
| 36 | DWM Amphicar 770                 | 1963    |
| 37 | Porsche 356 A Coupé              | 1956    |
| 38 | Austin Seven “Green Jack”        | 1934    |
| 39 | Jaguar Wildcat Roadster          | 1986    |
| 40 | Mercedes-Benz 190 SLR            | 1957    |
| 41 | Citroën 11CV – Traction Avant    | 1951    |
| 42 | Citroën Dyane 6                  | 1973    |
| 43 | Morris Minor 1000                | 1967    |
| 44 | VW T2                            | 1979    |
| 45 | Cadillac Coupé DeVille           | 1964    |
| 46 | Opel GT / J                      | 1973    |
| 47 | Volvo PV444                      | 1953    |
| 48 | Ford Thunderbird                 | 1963    |
| 49 | VW New Beetle RSi                | 2000    |
| 50 | De Dion-Bouton Grand-Prix 1908   | 1908    |
| 51 | FMR Tg 500 (Messerschmitt Tiger) | 1951    |
| 52 | Mercedes-Benz 600                | 1967    |
| 53 | BMW Isetta 300 USA               | 1957    |
| 54 | Opel 1,8 Liter 18 C Cabriolet    | 1932    |
| 55 | Ford Mustang Cabrio              | 1964    |
| 56 | Seat-Leon-Supercopa-Rennwagen    | 2008    |